# Palpimanus wagneri
Palpimanus wagneri är en spindelart som beskrevs av Dmitry Evstratievich Kharitonov 1946. Palpimanus wagneri ingår i släktet Palpimanus och familjen Palpimanidae.
Artens utbredningsområde är Uzbekistan. Inga underarter finns listade i Catalogue of Life.